# Марія Фар Нуньєс
Марія Фар Нуньєс (6 січня 1998) — мексиканська плавчиня.
Учасниця Олімпійських Ігор 2016 року.